# Andrew Bosworth
Andrew Bosworth ist ein amerikanischer Programmierer und Manager. Gegenwärtig ist er als Technischer Direktor bei Meta Platforms zuständig für Erweiterte Realität und Virtuelle Realität. Dabei verantwortet er Hardware-Anwendungen des Konzerns, vor allem Meta Quest.

## Biografie
Bosworth studierte an der Harvard-Universität, wo er auch Mark Zuckerberg kennenlernte. Er schloss sein Informatikstudium an der Harvard John A. Paulson School of Engineering and Applied Sciences im Jahr 2004 ab. Von 2004 bis 2006 arbeitete er für Microsoft Visio.
Seit 2006 arbeitet er bei Facebook. Dort programmierte er zunächst die Anwendung News Feed. Vor einem geplanten Sabbatical bekam er dann die Aufgabe, Werbeanzeigen für das Mobilgeschäft marktfähig zu machen. Bis 2017 leitete er das Anzeigengeschäft.
Er erreichte international Bekanntheit, als eine E-Mail von ihm öffentlich wurde. Darin stellte er fest, dass im Zweifel der Gewinn von Facebook wichtiger sei als gesellschaftliche oder moralische Fragen, selbst wenn dadurch Menschen zu Schaden kämen. Später distanzierte er sich von seiner Aussage.